# Ceratocanthus pauliani
Ceratocanthus pauliani är en skalbaggsart som beskrevs av Juan A. Delgado och Hernandez 1998. Ceratocanthus pauliani ingår i släktet Ceratocanthus och familjen Hybosoridae. Inga underarter finns listade i Catalogue of Life.